# Enrico Cini
Enrico Cini (... – Alife, 1598) è stato un vescovo cattolico italiano, pastore della diocesi di Alife dal 1586 al 1598.

## Biografia
Enrico Cini fu ordinato sacerdote per l'Ordine dei frati minori conventuali.
L'8 gennaio 1586 fu nominato da papa Sisto V vescovo di Alife. Il 19 gennaio seguente ricevette l'ordinazione episcopale dal cardinale Giulio Antonio Santori, co-consacranti Prospero Rebiba, patriarca titolare di Costantinopoli dei Latini, e Raffaele Bonelli, arcivescovo metropolita di Ragusa di Dalmazia.
Ricoprì questo incarico fino alla morte, sopraggiunta nel 1598.

## Genealogia episcopale
La genealogia episcopale è:
- Cardinale Scipione Rebiba
- Cardinale Giulio Antonio Santori
- Vescovo Enrico Cini, O.F.M.Conv.